# Girolamo Tartarotti
Girolamo Tartarotti ( latin : Hieronymous Tartarotti né à Rovereto le 2 janvier 1706 et mort dans la même ville le 16 mai 1761) est un abbé, néo-platonicien et écrivain polygraphe italien, principalement célèbre pour ses travaux sur la sorcellerie.

## Biographie
Girolamo Tartarotti est né à Rovereto près de Trente et a étudié à l'Université de Padoue. Il fait partie de l'entourage de Marco Foscarini, qui servira le Doge de Venise.
Après l'exécution de la religieuse Maria Renata Singer accusée de sorcellerie il participe au débat académique sur les procès de sorcellerie.
Les Del Congresso notturno delle  Lammie libri III qu'il a rédigés en 1748 mais dont la publication est différée par l'Inquisition vénitienne jusqu'en 1750, traitent de la sorcellerie la qualifiant comme une religion organisée issue des cultes romains de Diane et d'Hérodiade.
Girolamo Tartarotti est tombé en disgrâce avec l'évêque de Trente pour avoir contesté la sainteté et le martyre du prince évêque Adalpreto], si bien que lorsque, en 1762, les Roveretani ont voulu honorer leur concitoyen par un buste, ils ont été frappés par l'interdiction, qui n'a été levée que par l'intercession de Marie Thérèse d'Autriche.

## Publications
- (it) Ragionamento intorno alla poesia lirica toscana (1728).
- (it) Idea della logica degli scolastici e dei moderni (1731).
- (it) Delle disfide letterarie, o sia pubbliche difese di conclusioni (1735).
- (it) De origine Ecclesiae tridentinae et primis eius episcopis (1743).
- (it) Memorie istoriche intorno alla vita e morte de' santi Sisinio, Martirio ed Alessandro (1745).
- (it) De versione Rufiniana Historiae ecclesiasticae Eusebii Caesariensis dissertatio, in qua Valesianae interpretationis dignitas et praestantia vindicatur (1748).
- (it) Del Congresso Notturno delle Lammie Libri Tre, Giambatista Pasquali, Venise, 1749.
- (it) De auctoribus ab Andrea Dandulo laudatis in Chronico Veneto (1751).
- (it) Apologia del Congresso Notturno delle Lammie, o Sia Riposta all'Arte Magica Dileguata di S. Maffei ed all'Opposizione di B. Melchiori, Venice, 1751.
- (it) Lettera di un giornalista d'Italia ad un giornalista oltramontano sopra il libro intitolato: Vindiciae Romani Martyrologii uscito in Verona (1751).
- (it) Memorie antiche di Rovereto e dei luoghi circonvicini (1754).
- (it) Apologia delle Memorie antiche di Rovereto (1758).
- (it) Dell'origine della Chiesa di Aquileia (1759).
- (it) Lettera seconda di un giornalista d'Italia ad un giornalista oltramontano sopra il libro intitolato: Notizie istorico-critiche intorno al b.m. Adalpreto Vescovo di Trento (1760).

Publié dans Raccolta d'opuscoli scientifici e filologici édité par Angelo Calogerà
- (it) Relazione d'un manoscritto dell'Istoria manoscritta di Giovanni Diacono veronese (1738).
- (it) Dissertazione intorno all'arte critica (1740).
- (it) Lettera intorno all'Eloquenza italiana di mons. Fontanini (1741).
- (it) Lettera al sig. N.N. intorno alla sua tragedia intitolata il Costantino (1741).
- (it) Lettera intorno a detti o sentenze attribuite ad autori di cui non sono (1741).
- (it) Lettera intorno alla differenza delle voci nella lingua italiana (1745).
- (it) Lettera intorno ad una particolare significazione degli avverbi fere e quasi nelle lingue italiana e latina (1748).

Publié à titre posthume
- (it) Osservazioni sopra la Sofonisba del Trissino con prefazione del cav. Clementino Vannetti (1784).
- (it) Rime scelte dall'abate Girolamo Tartarotti (1785).
- (it) La conclusione dei frati francescani riformati (1785).
- (it) Dialoghi della lingua latina.
- (it) Annotazioni al Dialogo delle false esercitazioni delle scuole d'Aonio Paleario (1795).